# Hallandale
Hallandale Beach és una població dels Estats Units a l'estat de Florida. Segons el cens de l'1 de juliol de 2006 tenia 37.145 habitants.

## Demografia
Segons el cens del 2000, Hallandale Beach tenia 44.282 habitants, 18.051 habitatges, i 8.700 famílies. La densitat de població era de 3.144 habitants/km².
Dels 18.051 habitatges en un 12,5% hi vivien nens de menys de 18 anys, en un 35,8% hi vivien parelles casades, en un 9,1% dones solteres, i en un 51,8% no eren unitats familiars. En el 45,2% dels habitatges hi vivien persones soles el 25,8% de les quals corresponia a persones de 65 anys o més que vivien soles. El nombre mitjà de persones vivint en cada habitatge era d'1,88 i el nombre mitjà de persones que vivien en cada família era de 2,6.
Per edats la població es repartia de la següent manera: un 13,2% tenia menys de 18 anys, un 5,3% entre 18 i 24, un 22,9% entre 25 i 44, un 22,8% de 45 a 60 i un 35,8% 65 anys o més.
L'edat mediana era de 53 anys. Per cada 100 dones de 18 o més anys hi havia 82,6 homes.
La renda mediana per habitatge era de 28.266 $ i la renda mediana per família de 37.171 $. Els homes tenien una renda mediana de 31.287 $ mentre que les dones 24.882 $. La renda per capita de la població era de 22.464 $. Entorn del 13,1% de les famílies i el 16,8% de la població estaven per davall del llindar de pobresa.

## Poblacions més properes
El següent diagrama mostra les poblacions més properes.